# Kirsten Hastrup
Kirsten Blinkenberg Hastrup, född 1948, är en dansk professor i antropologi vid Köpenhamns universitet. Hastrup räknas som en av Danmarks mest framträdande forskare i antropologi och har specialiserat sin forskning på Island.